# Else Marie Bergem Hagenová
Else Marie Bergem Hagenová (* 22. prosince 1963 Stavanger) je norská výtvarná umělkyně a fotografka. Debutovala na podzimní výstavě v roce 1996 a od té doby se zúčastnila řady výstav doma i v zahraničí, včetně Stavanger Art Association, Nord-Trøndelag County Gallery, Gallery K a Vigeland Museum.

## Životopis
Hagenová se narodila 22. prosince ve Stavangeru. Základní vzdělání má z Bergelandské střední školy s kresbou, tvarem a barvou (1982–1985). V letech 1985-1986 byla studentkou umělecké školy v Rogalandu ve Stavangeru. Žije a pracuje v Oslu.

## Ceny a ocenění
Jako umělkyně obdržela Hagenová řadu ocenění a grantů, včetně první ceny na Bienále malých obrázků (Stavanger Art Association), grantu norské vlády na založení, grantu Vederlagfondet a grantu Royal Caribbean Arts v roce 2007 .
V roce 2011 byl Hagenové udělen státem garantovaný příjem pro umělce. 
V roce 2019 obdržela Hagenová cenu podzimní výstavy od fondu Bildende Kunstneres Hjelpefond za účast na podzimní výstavě. 